# Цотценгайм
Цотценгайм (нім. Zotzenheim) — громада в Німеччині, розташована в землі Рейнланд-Пфальц. Входить до складу району Майнц-Бінген. Складова частина об'єднання громад Шпрендлінген-Гензінген.
Площа — 3,18 км2. Населення становить 618 ос. (станом на 31 грудня 2020).

## Галерея

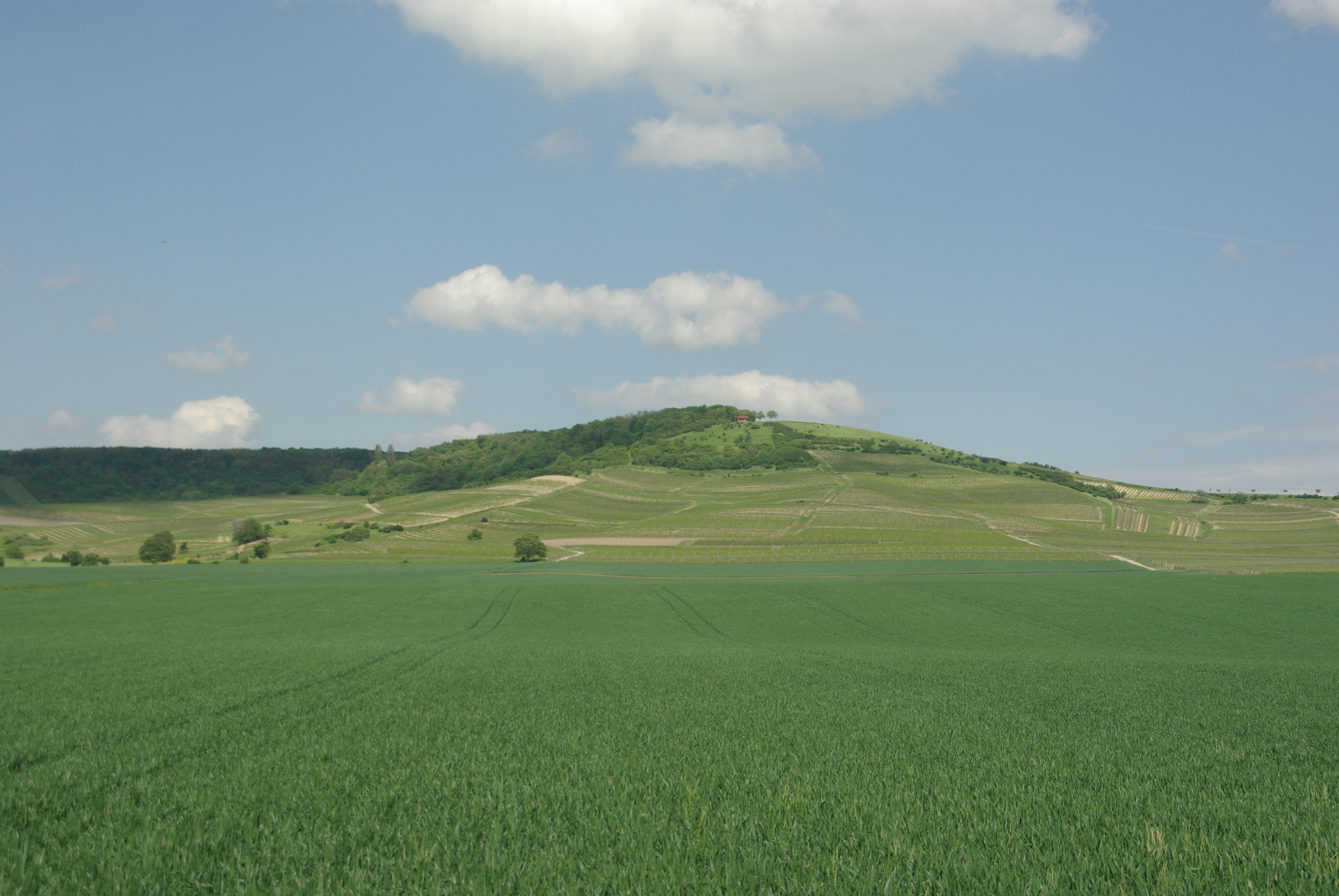
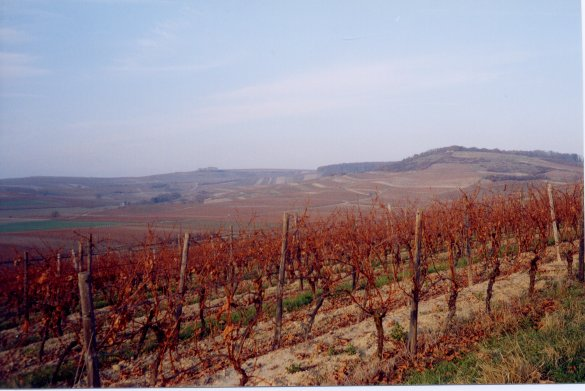
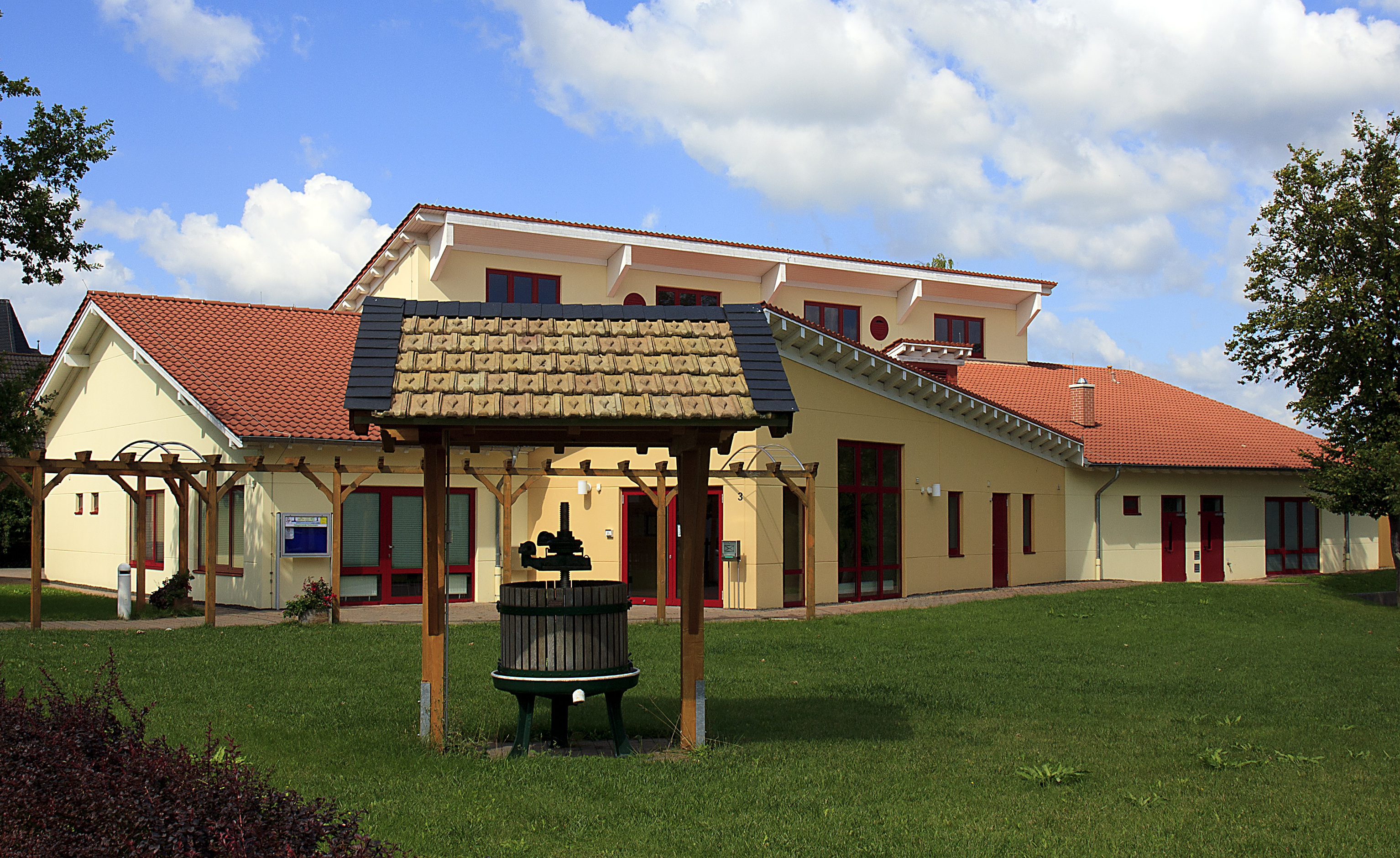
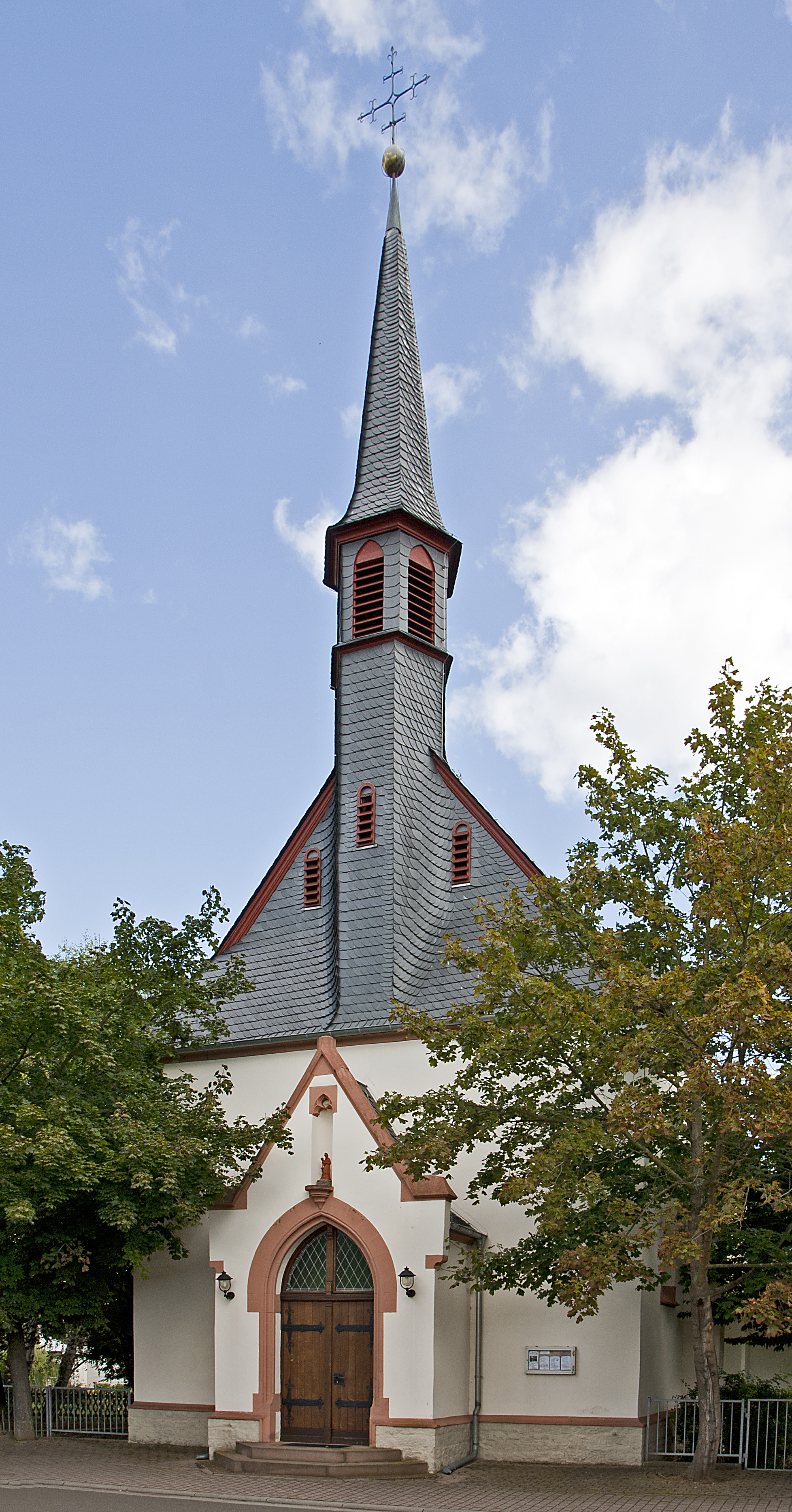